# بوهويو
بلدية بوهويو (بالإسبانية: Bohoyo) هي بلدية تقع في مقاطعة آبلة التابعة لمنطقة قشتالة وليون وسط إسبانيا.

## الديموغرافيا
يبلغ عدد سكان بلدية بوهويو 337 نسمة عام 2011 (وفقاً للمعهد الوطني للإحصاء الإسباني).
| 504 | 458 | 439 | 414 | 382 | 353 | 337 |